# Bildungszentrum für Blinde und Sehbehinderte Krakau
Das Bildungszentrum für Blinde und Sehbehinderte Krakau ist das zentrale Schulzentrum für Blinde und Sehbehinderte in Südpolen im Stadtbezirk VIII Dębniki in Krakau.

## Geschichte
1948 wurde das Institut in Krakau unter der Schirmherrschaft von Włodzimierz Dolański, Gründer der polnischen Blindenunion, gegründet und nahm mit 15 Studenten und 14 Lehrern, Erziehern und Verwaltungsmitarbeitern den Betrieb auf.
1985 übernahm Mieczyslaw Kozlowski die Leitung und erweiterte die Schule von einer Grundschule um eine Musikschule, eine gymnasiale Oberstufe, eine Abteilung für Frühförderung, eine Beratungsstelle für blinde und sehbehinderte Menschen und ließ Schüler zu Klavierstimmern ausbilden.

## Strukturen
Das Bildungszentrum umfasst eine Frühförderung von Kindern im Vorschulalter, eine sechsjährige Grundschule, eine dreijährige Sekundarstufe I sowie ein dreijähriges Aufbaugymnasium (Klassen 9–12), das zur Hochschulreife führt. Für jene, die kein Studium anstreben, gibt es dort eine Fachoberschule für Tontechniker und Klavierstimmer sowie eine Fachschule für Gartenbau. In einem Berufsausbildungszweig werden Bürotechniker ausgebildet. Außerdem betreut das Bildungszentrum auch integrativ beschulte Sehgeschädigte an Regelschulen. Daneben gewährleistet die Einrichtung für ihre Schüler Rehabilitationsmaßnahmen und medizinische Versorgung in Bereichen der Pädiatrie, Augenheilkunde, Low-Vision-Schulung, Neurologie, Psychotherapie und Physiotherapie.
Von den 2004 insgesamt etwa 500 Schülern der Einrichtung wohnten 280 in einem angeschlossenen Internat.
Seit 1989 existiert eine Partnerschaft mit der vergleichbaren zentralen deutschen Einrichtung, der Carl-Strehl-Schule der Deutschen Blindenstudienanstalt in Marburg. Die Schüler der 11. Klasse fahren seit 1991 jeweils für eine Woche in die Partnereinrichtung. Das Schüleraustausch-Projekt wird jeweils fremdsprachlich und in den Fächern Geschichte, Wirtschaft und Politik vorbereitet.